# 德信集團控股

德信集團控股有限公司是一間香港建築公司，港交所前上市代號：0313。主要業務為作為建築及維修保養工程之承辦商。主席為林雄。錢偉基為執行董事，黃應湘、余志偉、余理持為獨立非執行董事。
2006年，該公司全資附屬的德信建築曾遭房委會收回三項公屋工程，包括石排灣邨二期項目、粉嶺清河邨第一期及第二期項目。它的債權人提出將德信建築及德信集團控股清盤。同年12月18日，德信建築及德信集團被法院下令即時清盤。
德信集團控股的股票在2005年12月30日停止買賣。2007年6月6日，德信集團控股進入除牌程序第三階段，若該公司於未來六個月內，未能向香港交易所提交按規定可行復牌建議，上市地位將於同年12月6日被取消。
現時已更名為裕田中國並由其取代上市。

## 外部連結
- 公司網站 （页面存档备份，存于）